# Hiệp hội Đồng tính, Song tính, Chuyển giới và Liên giới tính Quốc tế
Hiệp hội Đồng tính, Song tính, Chuyển giới và Liên giới tính Quốc tế (tên tiếng Anh: International Lesbian, Gay, Bisexual, Trans and Intersex Association, viết tắt: ILGA) là một tổ chức cam kết nâng cao quyền con người cho tất cả mọi người, bất kỳ bản dạng giới, đặc điểm và thể hiện giới tính. ILGA đã tham gia vào nhiều chương trình nghị sự trong Liên Hợp Quốc chẳng hạn như việc tạo ra tầm nhìn cho các vấn đề LGBTI bằng cách tiến hành vận động và tiếp cận tại Hội đồng Nhân quyền, làm việc với các thành viên để giúp các chính phủ cải thiện quyền LGBTI, đảm bảo các thành viên LGBTI không bị lãng quên trong pháp luật quốc tế và ủng hộ các vấn đề của phụ nữ LBTI tại Ủy ban về Địa vị Phụ nữ.

## Lịch sử
Hiệp hội đồng tính nữ và đồng tính nam quốc tế được thành lập vào năm 1978 bởi các nhà hoạt động đến từ Vương quốc Anh, Bắc Ireland, Ireland, Úc, Hoa Kỳ và các nơi khác. Nhận thấy khó có thể bãi bỏ việc hình sự hóa đồng tính luyến ái dựa trên những phương pháp truyền thống, các nhà hoạt động đã áp dụng cách dựa vào nhân quyền và tập trung vào các tòa án quốc tế, đặc biệt là Tòa án Nhân quyền Châu Âu vì tòa án này dễ tiếp cận hơn. ILGA đã tham gia vào vụ Dudgeon kiện Vương quốc Anh (1981) và Norris kiện Ireland (1988) dẫn đến việc bãi bỏ luật hình sự hóa đồng tính luyến ái ở Bắc Ireland và Cộng hòa Ireland. Đồng thời, nó đã giải quyết các trường hợp liên quan đến độ tuổi, nghĩa vụ quân sự, quyền của người chuyển giới, quyền tị nạn và quyền nhà ở, nhưng những điều này không dẫn đến kết quả thành công.
ILGA trước đây được gọi là Hiệp hội Đồng tính nữ và Đồng tính nam Quốc tế. Đến năm 2008 thì đổi thành tên hiện tại. ILGA đã phát triển bao gồm 1.600 tổ chức từ hơn 150 quốc gia để đấu tranh cho quyền bình đẳng cho những người đồng tính nữ, đồng tính nam, song tính, chuyển giới và liên giới tính.
Hội nghị Coventry cũng kêu gọi Tổ chức Ân xá Quốc tế (AI) đề cập vấn đề đàn áp đồng tính nữ và đồng tính nam. Sau chiến dịch kéo dài 13 năm, AI đã đưa quyền con người của người đồng tính nữ và đồng tính nam trở thành một phần nhiệm vụ của mình vào năm 1991 và hiện đang ủng hộ quyền LGBT ở cấp độ quốc tế.
ILGA có được tư cách tư vấn tại Hội đồng Kinh tế và Xã hội Liên Hợp Quốc (ECOSOC) vào giữa năm 1993. Các tuyên bố được đưa ra nhân danh ILGA trong các phiên họp năm 1993 và 1994 của Tiểu ban Liên Hợp Quốc về Ngăn ngừa Phân biệt đối xử và Bảo vệ Người thiểu số và trong phiên họp năm 1994 của Ủy ban Nhân quyền Liên Hợp Quốc. Tư cách tổ chức phi chính phủ của ILGA đã bị đình chỉ vào tháng 9 năm 1994 do nhóm được cho là có mối quan hệ với các tổ chức ủng hộ ấu dâm như Hiệp hội tình yêu nam/nam Bắc Mỹ. Năm 1994, các nhóm này bị trục xuất khỏi tổ chức, và vào tháng 6 năm 2011, ECOSOC đã trao tư cách tư vấn cho ILGA sau cuộc bỏ phiếu với tỷ lệ 29-14, bất chấp sự phản đối mạnh mẽ từ các quốc gia châu Phi và Hồi giáo. Tư cách tư vấn mang lại cho ILGA khả năng tham dự và phát biểu tại các cuộc họp của Liên Hợp Quốc, đồng thời, tham gia vào các thủ tục tố tụng của Hội đồng Nhân quyền.
ILGA đã tham gia vào việc yêu cầu Tổ chức Y tế Thế giới loại bỏ đồng tính luyến ái khỏi danh sách bệnh tật.

## Các quốc gia thành viên

### Châu Âu
| STT | Quốc gia/Vùng lãnh thổ | Số lượng tổ chức thành viên | Ghi chú |
| --- | ---------------------- | --------------------------- | ------- |
| 1   | Algeria                | 5                           |         |
| 2   | Angola                 | 1                           |         |
| 3   | Benin                  | 8                           |         |
| 4   | Botswana               | 1                           |         |
| 5   | Burkina Faso           | 1                           |         |
| 6   | Burundi                | 11                          |         |
| 7   | Cameroon               | 22                          |         |
| 8   | Trung Phi              | 1                           |         |
| 9   | Cộng hòa Congo         | 7                           |         |
| 10  | Cộng hòa Dân chủ Congo | 10                          |         |
| 11  | Côte d'Ivoire          | 5                           |         |
| 12  | Ai Cập                 | 6                           |         |
| 13  | Guinea Xích đạo        | 1                           |         |
| 14  | Ethiopia               | 2                           |         |
| 15  | Gambia                 | 1                           |         |
| 16  | Ghana                  | 15                          |         |
| 17  | Kenya                  | 20                          |         |
| 18  | Liberia                | 5                           |         |
| 19  | Libya                  | 2                           |         |
| 20  | Madagascar             | 1                           |         |
| 21  | Malawi                 | 4                           |         |
| 22  | Mali                   | 4                           |         |
| 23  | Mauritania             | 1                           |         |
| 24  | Mauritius              | 2                           |         |
| 25  | Morocco                | 11                          |         |
| 26  | Mozambique             | 1                           |         |
| 27  | Namibia                | 4                           |         |
| 28  | Nigeria                | 35                          |         |
| 29  | Rwanda                 | 10                          |         |
| 30  | Sierra Leone           | 3                           |         |
| 31  | Somalia                | 1                           |         |
| 32  | Nam Phi                | 39                          |         |
| 33  | Nam Sudan              | 1                           |         |
| 34  | Sudan                  | 2                           |         |
| 35  | Swaziland              | 3                           |         |
| 36  | Tanzania               | 4                           |         |
| 37  | Togo                   | 3                           |         |
| 38  | Tunisia                | 6                           |         |
| 34  | Uganda                 | 44                          |         |
| 35  | Zambia                 | 9                           |         |
| 36  | Zimbabwe               | 7                           |         |

### Châu Á
| STT | Quốc gia/Vùng lãnh thổ | Số lượng tổ chức thành viên | Ghi chú |
| --- | ---------------------- | --------------------------- | ------- |
| 1   | Bangladesh             | 11                          |         |
| 2   | Bhutan                 | 2                           |         |
| 3   | Campuchia              | 3                           |         |
| 4   | Trung Quốc             | 19                          |         |
| 5   | Hồng Kông              | 6                           |         |
| 5   | Ấn Độ                  | 31                          |         |
| 6   | Indonesia              | 6                           |         |
| 7   | Iran                   | 1                           |         |
| 8   | Iraq                   | 2                           |         |
| 9   | Israel                 | 5                           |         |
| 10  | Nhật Bản               | 7                           |         |
| 11  | Jordan                 | 1                           |         |
| 12  | Hàn Quốc               | 5                           |         |
| 13  | Lebanon                | 5                           |         |
| 14  | Malaysia               | 6                           |         |
| 15  | Maldives               | 1                           |         |
| 16  | Mongolia               | 1                           |         |
| 17  | Myanmar                | 5                           |         |
| 18  | Nepal                  | 3                           |         |
| 19  | Pakistan               | 17                          |         |
| 20  | Palestine              | 2                           |         |
| 21  | Philippines            | 28                          |         |
| 22  | Singapore              | 6                           |         |
| 23  | Sri Lanka              | 6                           |         |
| 24  | Đài Loan               | 9                           |         |
| 25  | Thái Lan               | 12                          |         |
| 26  | UAE                    | 1                           |         |
| 27  | Việt Nam               | 5                           |         |

### Châu Âu & Trung Á
| STT | Quốc gia/Vùng lãnh thổ | Số lượng tổ chức thành viên | Ghi chú |
| --- | ---------------------- | --------------------------- | ------- |
| 1   | Albania                | 7                           |         |
| 2   | Armenia                | 6                           |         |
| 3   | Áo                     | 17                          |         |
| 4   | Azerbaijan             | 2                           |         |
| 5   | Belarus                | 3                           |         |
| 6   | Bỉ                     | 33                          |         |
| 7   | Bosnia và Herzegovina  | 4                           |         |
| 8   | Bulgaria               | 6                           |         |
| 9   | Croatia                | 11                          |         |
| 10  | Síp                    | 5                           |         |
| 11  | Séc                    | 6                           |         |
| 12  | Đan Mạch               | 11                          |         |
| 13  | Estonia                | 8                           |         |
| 14  | Phần Lan               | 7                           |         |
| 15  | Pháp                   | 50                          |         |
| 16  | Georgia                | 6                           |         |
| 17  | Đức                    | 50                          |         |
| 18  | Hy Lạp                 | 7                           |         |
| 19  | Hungary                | 6                           |         |
| 20  | Iceland                | 3                           |         |
| 21  | Ireland                | 11                          |         |
| 22  | Ý                      | 58                          |         |
| 23  | Singapore              | 6                           |         |
| 24  | Jersey                 | 1                           |         |
| 25  | Kazakhstan             | 5                           |         |
| 26  | Kosovo                 | 1                           |         |
| 27  | Kyrgyzstan             | 4                           |         |
| 28  | Latvia                 | 2                           |         |
| 29  | Lithuania              | 3                           |         |
| 30  | Luxembourg             | 2                           |         |
| 31  | Macedonia              | 7                           |         |
| 32  | Malta                  | 3                           |         |
| 33  | Moldova                | 1                           |         |
| 34  | Montenegro             | 4                           |         |
| 35  | Hà Lan                 | 47                          |         |
| 36  | Na Uy                  | 8                           |         |
| 37  | Ba Lan                 | 13                          |         |
| 38  | Bồ Đào Nha             | 6                           |         |
| 39  | Romania                | 8                           |         |
| 40  | Nga                    | 23                          |         |
| 41  | Serbia                 | 12                          |         |
| 42  | Slovakia               | 6                           |         |
| 43  | Slovenia               | 6                           |         |
| 44  | Tây Ban Nha            | 53                          |         |
| 45  | Thụy Điển              | 30                          |         |
| 46  | Thụy Sĩ                | 26                          |         |
| 47  | Tajikistan             | 6                           |         |
| 48  | Thổ Nhĩ Kỳ             | 21                          |         |
| 49  | Ukraine                | 14                          |         |
| 50  | Vương quốc Anh         | 87                          |         |
| 51  | Uzbekistan             | 2                           |         |
| 52  | Åland                  | 1                           |         |